# 劇団・笑劇派
喜劇団・笑劇波（きげきだんしょうげきは）は、日本の劇団。
愛知県豊田市を拠点とし、全国各地の学校や自治体などで社会的な話題に笑いを織り交ぜた笑劇を上演している。

## 会社概要
事業所名：サウスフラットショウタイム株式会社
劇団名：劇団・笑劇派
所在地：〒470-0331　愛知県豊田市平戸橋町波岩7-7
事業内容：劇団公演事業・平戸橋笑劇場の運営、出演

## 受賞歴
2007年　愛知県豊田警察署より感謝状～毎年
2009年　富山県富山西警察署より感謝状(財)豊田市文化振興財団より豊田文化奨励賞を受賞
2010年　愛知県警察本部生活安全部長より感謝状
2011年　愛知県刈谷警察署より感謝状
2015年　豊田市より新豊田市誕生10周年まちづくり貢献感謝状・豊田市公認観光PR隊「WE LOVEとよたサポーターズ」拝命
2018年　豊田みよし防犯協会連合会より感謝状・豊田の魅力発信！豊田市WE LOVEとよたアワード受賞~２年
2020年　とよた世間遺産「笑いの殿堂」登録・ とよたSDGｓパートナー登録・とよたまちさとミライ塾　チャレンジ賞受賞
2021年　愛知県警永年部外者表彰

## 主な上演ジャンル
【学校・教育機関・子ども会など】防犯、交通安全、情報モラル、こども人権、友情・恋愛・夢、ジェンダー全般、消費生活トラブル、こども防災、食育、環境エコ、SDGｓ、心と体の健康、風邪・ウイルス予防、読書、童話パロディー　ほか
【行政・企業・敬老会など】振り込め詐欺、悪質商法、介護、交通安全、防災、更生保護、家族の絆、終活・エンディングノート、時代劇、福祉機器、障がい者の日常、平等な社会、人権、友情・恋愛・夢　ほか

## 劇団員
座長　南平 晃良（なんぺいあきら）
　　　美麻 あかね（みあさあかね）

## 来歴
1998年9月15日　喜劇団/笑劇派　を旗揚げ
2002年7月　　　 豊田お笑い劇団/笑劇派　に改名、豊田市駅前商店街に自前劇場を構える
2003年3月　　　 碧南市浅間町に第二劇場をオープン
2004年4月　　　 豊田市十塚町へ移転
2007年1月1日　  事業開業
2007年4月　　　 豊田市若宮町へ移転、お笑い劇団/笑劇派　に改名
2009年10月　　  全国高等学校芸術鑑賞会の一環で全国公演開始
2011年4月　　　 旗揚げ12周年記念公演を東日本大震災チャリティーライブとして開催
2012年4月　　　 CATVひまわりネットワーク「悪質商法に気をつけて」番組開始
2014年7月　　　 「第46回・豊田おいでんまつり」初メイン司会を務める（～現在継続中）
2014年11月　　  CATVひまわりネットワーク「じもとみせ」ナレーションとして出演開始
2015年3月　　　 新豊田市10周年を記念し豊田市長より感謝状
2015年7月　　　 豊田市長より「WE LOVEとよたサポーターズ」任命
2017年3月　　　 豊田市平戸橋町へ移転、劇団・笑劇派　に改名
2017年4月　　　 サウスフラットショウタイム株式会社を設立